# Юнацька збірна Південної Кореї з футболу (U-17)
Юнацька збірна Південної Кореї з футболу (U-17) — національна футбольна збірна Південної Кореї, що складається із гравців віком до 17 років. Керівництво командою здійснює Корейська футбольна асоціація.
Головним континентальним турніром для команди є Юнацький кубок Азії, який з 2008 року розігрується серед команд з віковим обмеженням до 16 років, і успішний виступ на якому дозволяє отримати путівку на Чемпіонат світу (U-17). Також може брати участь у товариських і регіональних змаганнях.
Протягом 1980-х років брала участь у відбіркових турнірах на світову першість у форматі U-16.

## Виступи на міжнародних турнірах

### Юнацький чемпіонат світу (U-17)
| Рік          | Результат          | І                  | В                  | Н                  | П                  | Г+                 | Г-                 |
| ------------ | ------------------ | ------------------ | ------------------ | ------------------ | ------------------ | ------------------ | ------------------ |
| 1985         | не кваліфікувалася | не кваліфікувалася | не кваліфікувалася | не кваліфікувалася | не кваліфікувалася | не кваліфікувалася | не кваліфікувалася |
| 1987         | чвертьфінали       | 4                  | 1                  | 1                  | 2                  | 5                  | 6                  |
| 1989 до 2001 | не кваліфікувалася | не кваліфікувалася | не кваліфікувалася | не кваліфікувалася | не кваліфікувалася | не кваліфікувалася | не кваліфікувалася |
| 2003         | перший раунд       | 3                  | 1                  | 0                  | 2                  | 6                  | 11                 |
| 2005         | не кваліфікувалася | не кваліфікувалася | не кваліфікувалася | не кваліфікувалася | не кваліфікувалася | не кваліфікувалася | не кваліфікувалася |
| 2007         | перший раунд       | 3                  | 1                  | 0                  | 2                  | 2                  | 4                  |
| 2009         | чвертьфінали       | 5                  | 2                  | 1                  | 2                  | 8                  | 7                  |
| 2011 до 2013 | не кваліфікувалася | не кваліфікувалася | не кваліфікувалася | не кваліфікувалася | не кваліфікувалася | не кваліфікувалася | не кваліфікувалася |
| 2015         | 1/8 фіналу         | 4                  | 2                  | 1                  | 1                  | 2                  | 2                  |
| 2017         | не кваліфікувалася | не кваліфікувалася | не кваліфікувалася | не кваліфікувалася | не кваліфікувалася | не кваліфікувалася | не кваліфікувалася |
| 2019         | чвертьфінали       | 5                  | 3                  | 0                  | 2                  | 6                  | 6                  |
| 2021         | не визначено       | не визначено       | не визначено       | не визначено       | не визначено       | не визначено       | не визначено       |
| Усього       | 6/18               | 24                 | 10                 | 3                  | 11                 | 29                 | 36                 |

### Юнацький кубок Азії з футболу
| Рік    | Результат          | І                  | В                  | Н                  | П                  | Г+                 | Г-                 |
| ------ | ------------------ | ------------------ | ------------------ | ------------------ | ------------------ | ------------------ | ------------------ |
| 1985   | не кваліфікувалася | не кваліфікувалася | не кваліфікувалася | не кваліфікувалася | не кваліфікувалася | не кваліфікувалася | не кваліфікувалася |
| 1986   | переможець         | 5                  | 2                  | 3*                 | 0                  | 6                  | 0                  |
| 1988   | груповий етап      | 4                  | 2                  | 0                  | 2                  | 10                 | 9                  |
| 1990   | груповий етап      | 2                  | 0                  | 1                  | 1                  | 1                  | 4                  |
| 1992   | не кваліфікувалася | не кваліфікувалася | не кваліфікувалася | не кваліфікувалася | не кваліфікувалася | не кваліфікувалася | не кваліфікувалася |
| 1994   | груповий етап      | 4                  | 1                  | 1                  | 2                  | 2                  | 6                  |
| 1996   | груповий етап      | 4                  | 1                  | 1                  | 2                  | 7                  | 8                  |
| 1998   | четверте місце     | 6                  | 3                  | 0                  | 3                  | 10                 | 13                 |
| 2000   | не кваліфікувалася | не кваліфікувалася | не кваліфікувалася | не кваліфікувалася | не кваліфікувалася | не кваліфікувалася | не кваліфікувалася |
| 2002   | переможець         | 6                  | 4                  | 2*                 | 0                  | 17                 | 5                  |
| 2004   | чвертьфінали       | 4                  | 3                  | 0                  | 1                  | 12                 | 1                  |
| 2006   | чвертьфінали       | 4                  | 2                  | 0                  | 2                  | 7                  | 5                  |
| 2008   | віце-чемпіон       | 6                  | 4                  | 1                  | 1                  | 21                 | 6                  |
| 2010   | не кваліфікувалася | не кваліфікувалася | не кваліфікувалася | не кваліфікувалася | не кваліфікувалася | не кваліфікувалася | не кваліфікувалася |
| 2012   | чвертьфінали       | 4                  | 3                  | 1*                 | 0                  | 8                  | 2                  |
| 2014   | віце-чемпіон       | 6                  | 5                  | 0                  | 1                  | 16                 | 4                  |
| 2016   | груповий етап      | 3                  | 1                  | 1                  | 1                  | 4                  | 2                  |
| 2018   | півфінали          | 5                  | 4                  | 1*                 | 0                  | 14                 | 1                  |
| 2020   | кваліфікувалася    | кваліфікувалася    | кваліфікувалася    | кваліфікувалася    | кваліфікувалася    | кваліфікувалася    | кваліфікувалася    |
| Усього | 14/18              | 62                 | 35                 | 12*                | 16                 | 135                | 66                 |